# Оленичево (Калмыкия)
Оленичево — исчезнувшее село в Лаганском районе Калмыкии. Село располагалось на старом Кизлярско-Астраханском, или иначе Линейном, тракте, между сёлами Промысловка и Улан-Хол (старый).

## История
Дата основания не установлена. Согласно Списку населённых мест Астраханской губернии в 1859 году при станице Оленичева проживало 222 души мужского и 217 женского пола. Согласно Памятной книжке Астраханской губернии на 1905 год Оленичево относилось к Яндыковской волости Астраханского уезда, в селе имелось 189 дворов, проживало 1106 жителей. Согласно Памятной книжке на 1914 год в селе имелось 280 дворов, проживало 844 душ мужского и 834 женского пола.
В 1920-х включено в состав Калмыцкой автономной области.
28 декабря 1943 года калмыки были депортированы, Калмыцкая АССР ликвидирована, село было включено в состав Астраханской области.
Дата упразднения не установлена.

## Население
| 1859 | 1897 | 1900 | 1904 | 1908 | 1914 |
| ---- | ---- | ---- | ---- | ---- | ---- |
| 439  | 1090 | 1170 | 1106 | 1347 | 1678 |